# Schwyzertag

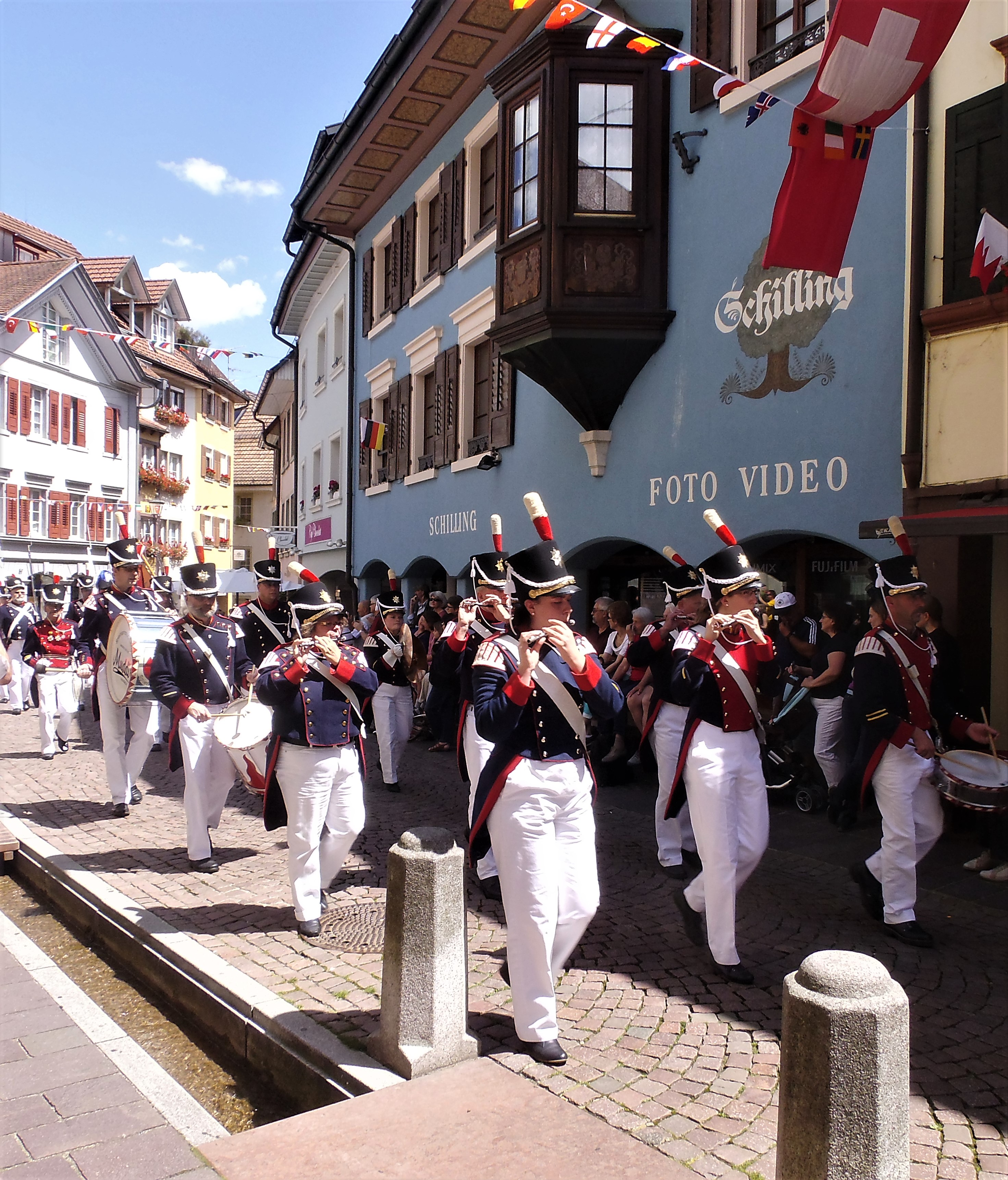
Schwyzertag 2016

Der Schwyzertag ist ein jährliches, traditionelles Heimatfest der Stadt Tiengen, heute: Waldshut-Tiengen, das jeweils am ersten Wochenende im Juli stattfindet. Den Mittelpunkt bildet jeweils die Pfarrkirche Mariä Himmelfahrt, das Schloss Tiengen und das historische «Städtle».

## Geschichte

### Diskussionen zum Ursprung
Der Schwyzertag geht zurück auf ein kirchliches Jahrzeitgedächtnis, das seit dem 15. Jahrhundert belegbar ist. Anlass für die Stiftung war möglicherweise ein Überfall auf die Stadt im Jahr 1415. Ein Streit des Ritters Reinold von Urslingen mit der Stadt im Jahr 1415 ist belegt, ein Überfall des Urslingers ist indes nicht nachgewiesen.
Auf das Jahr 1415 fokussiert im ältesten Jahrzeitbuch jedenfalls ein Nachtrag von 1617, dessen Autor in einer anderen Quelle gelesen haben will, dass die Stadt in diesem Jahr bis zum unteren Brunnen zunächst eingenommen, aber gehalten wurde. In diesem Zusammenhang wird ein Gestrenger von „Honberg“ genannt. Diesen deutete man entweder als einen mit Reinold von Urslingen verbündeten Horneck von Hornberg oder gar als den Urslinger selbst, der mit einer verwitweten von Hornberg verheiratet war (ebenso könnte es sich z. B. um einen Honberger aus dem Geschlecht der Thiersteiner, oder um den Sohn, Hesso VI. des Hesso V. von Hochberg handeln).
Seit 1669 ist der volkstümliche Begriff „Schweizer Feiertag“ überliefert, allerdings wird in den Quellen immer wieder Skepsis bezüglich eines tatsächlichen Zusammenhangs mit „Schweizern“ geäußert. Die genauen Hintergründe waren unbekannt.
1824, der Schwyzertag war bereits Geschichte, vermutete Joseph Bader einen Bezug zur Zerstörung der Stadt durch eidgenössische Truppen im „Schwabenkrieg“ 1499, was inhaltlich und chronologisch nicht sein kann. Offenbar kannte der junge Bader das Jahrzeitbuch, die älteste Quelle, damals noch nicht.
Seit den 1960er Jahren ist die 1415-These wieder weithin akzeptiert und es wird lebhaft diskutiert, ob der Urslinger sich vielleicht Schweizerischer Söldner bedient haben könnte, was den Namen erklären würde. Im 20. Jahrhundert wurde zwischenzeitlich auch ein Zusammenhang mit der eidgenössischen Eroberung von Teilen des heutigen Aargaus 1415 in Erwägung gezogen. Belege für einen eidgenössischen Angriff auf das rechtsrheinische Tiengen sind im Rahmen der Eroberung des habsburgischen Aargaus nicht bekannt.
1467 beschloss die eidgenössische Tagsatzung einen Zug an den Rhein, der 1468 in der Belagerung von Waldshut gipfelte. Tiengen wurde zeitgleich von den Eidgenossen eingenommen und für acht Jahre von der an dem Zug beteiligten Stadt Schaffhausen besetzt. Ende Juli 1476 wurde der auslösende Konflikt geschlichtet. Die Stadt wurde Anfang August dem Bischof von Konstanz zurückerstattet. Möglicherweise ist im Lauf der Zeit das Ende der Schaffhausischen Besatzung mit den Erinnerungen an vorherige Ereignisse verschmolzen.
2008 regte Hans Harter an, es könnte sich bei dem rätselhaften Überfall auch um jenen Graf Heinrichs von Lupfen im Jahr 1441 handeln.
Letztlich fehlen jedoch für diese These ebenfalls die entscheidenden Beweise.
Damit bleibt die Diskussionsgrundlage auch im angebrochenen 7. Jahrhundert des Festes erhalten, ohne der guten Stimmung Abbruch zu tun.

### Weitere Entwicklung
In Quellen des 17. bis frühen 19. Jahrhunderts wird der Ablauf des Festes, das jährlich am 1. August stattfand, geschildert. Man begann den Tag mit einer Totenvigil in den frühen Morgenstunden, gefolgt von einer Bittprozession um die Stadt herum. Es folgten eine Seelenmesse für die Verstorbenen sowie die Tagesmesse zum Fest St. Petri in Ketten, die mit der höchstmöglichen liturgischen Feierlichkeit zelebriert wurde. Am Nachmittag beschloss eine Vesper den Festtag.
Ab 1811 durfte der Schwyzertag infolge einer landesherrlichen Verordnung nicht mehr als arbeitsfreier Tag gehalten werden, was vor Ort auf Widerstand stieß. 1812 fand er zum letzten Mal in alter Form statt.
1935 wurde das Fest als rein weltliches Volksfest „wiederbelebt“, wobei Bürgermeister Wilhelm Gutmann bewusst jeden kirchlichen Zusammenhang vermied und den neuen Schwyzertag fortan am ersten Juliwochenende abhalten ließ. Den Mittelpunkt bildete, ideologisch aufgeladen, das historische Gedenken an den „Neuanfang“ nach der Katastrophe von 1499. Man bemühte sich speziell auch um Gäste aus der Schweiz und ein gemeinsames Bekenntnis zum „alemannischen Volkstum“.
Während des Krieges wurde das Fest nicht mehr ausgerichtet. 1949 erfolgte die Wiederaufnahme, zunächst „im Zeichen der Verbrüderung aller Alemannen“, da man das Fest als Versöhnungsfeier in Bezug auf 1499 deutete. In den 1960er Jahren leitete Bürgermeister Franz Schmidt einen Wandel ein. Er wollte an die christlichen Inhalte des alten Festes anknüpfen und sorgte dafür, dass wieder die angenommenen Ereignisse von 1415 in den Mittelpunkt des Gedenkens rückten.

## Das Fest heute
Im Vordergrund steht der Festgottesdienst in der Pfarrkirche Mariä Himmelfahrt am 1. Juliwochenende. Es findet unter anderem ein großer Festumzug mit Trachten- und Musikvereinen, der historischen Bürgerwehr und Teilnehmern aus der Schweiz, ein Heimatabend und, seit einigen Jahren, Böllerschießen und Feuerwerk statt. Am Schwyzertag 1953 wurde die Klettgauer Tracht wieder eingeführt. Die obligatorische Festrede tragen vorwiegend Persönlichkeiten aus der Politik vor. Die Durchführung und Organisation besorgt hauptsächlich die Bürger- und Narrenzunft 1503 e. V. Tiengen.

## Festredner
- Karl Kobelt
- Hans Müller
- Ernst Bachmann
- Rudolf Meier
- Kurt Luedde-Neurath
- Kurt Georg Kiesinger 1963
- Karl VI. Schwarzenberg 1964
- Anton Dichtel 1965
- Hans Filbinger 1966
- Wilhelm Hahn 1967
- Hermann Person 1968
- Robert Gleichauf 1969
- Walter Krause 1970
- Karl VII. Schwarzenberg 2012
- Stephan Burger 2015